# Deir Seman
Koordinaten: 36° 20′ 0″ N, 36° 50′ 0″ O
Deir Seman, arabisch دير سمعان, DMG Dayr Simʿān, in der Antike Telanissos; war eine frühbyzantinische Stadt im Gebiet der Toten Städte im Nordwesten von Syrien. Sie erlebte ihre Blütezeit im 5. und 6. Jahrhundert als Versorgungsbasis für das Pilgerzentrum Qal’at Sim’an (Simeonskloster). 

## Lage

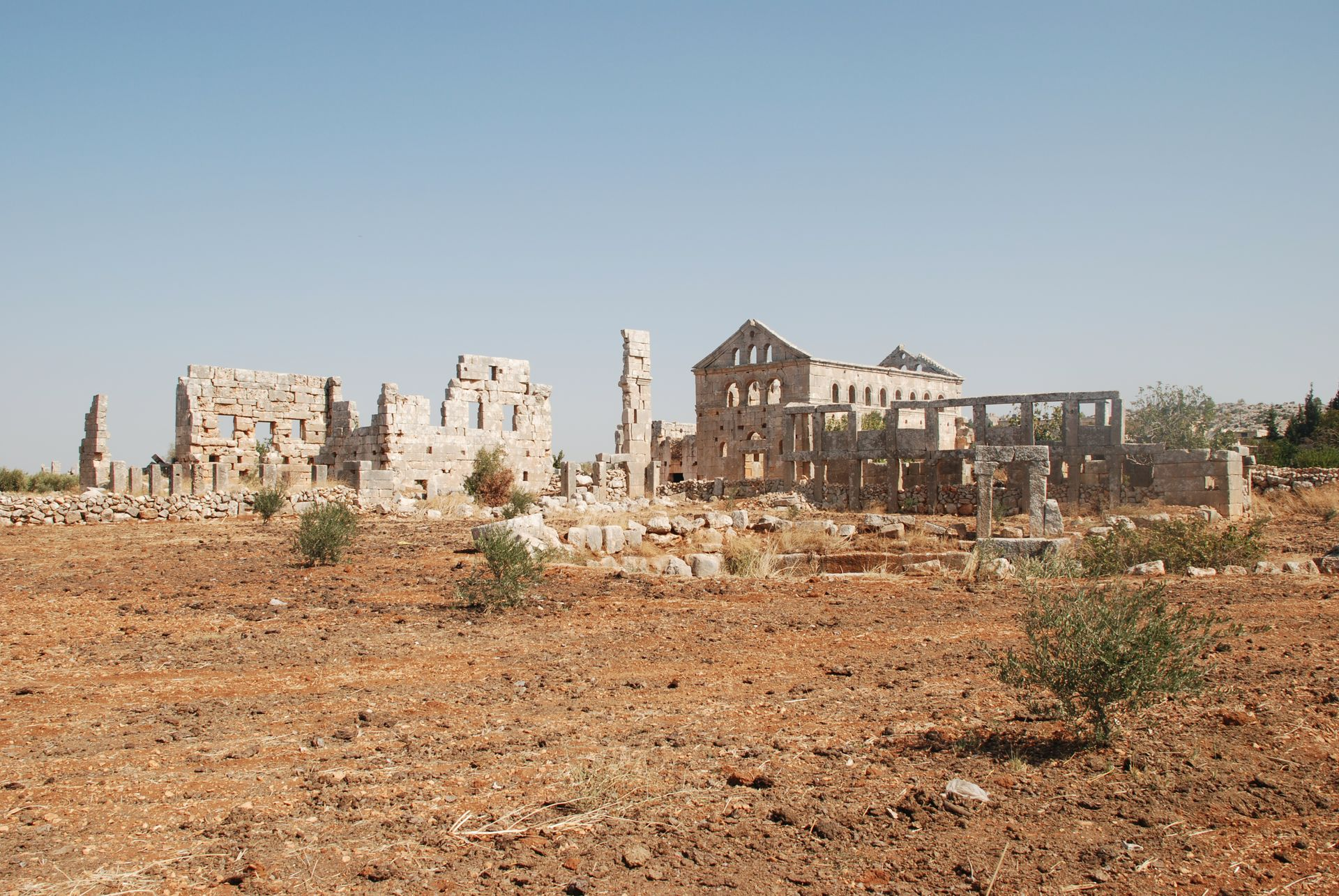
Südwest-Kloster. Gesamtanlage von Südwesten mit einschiffiger Basilika im Zentrum

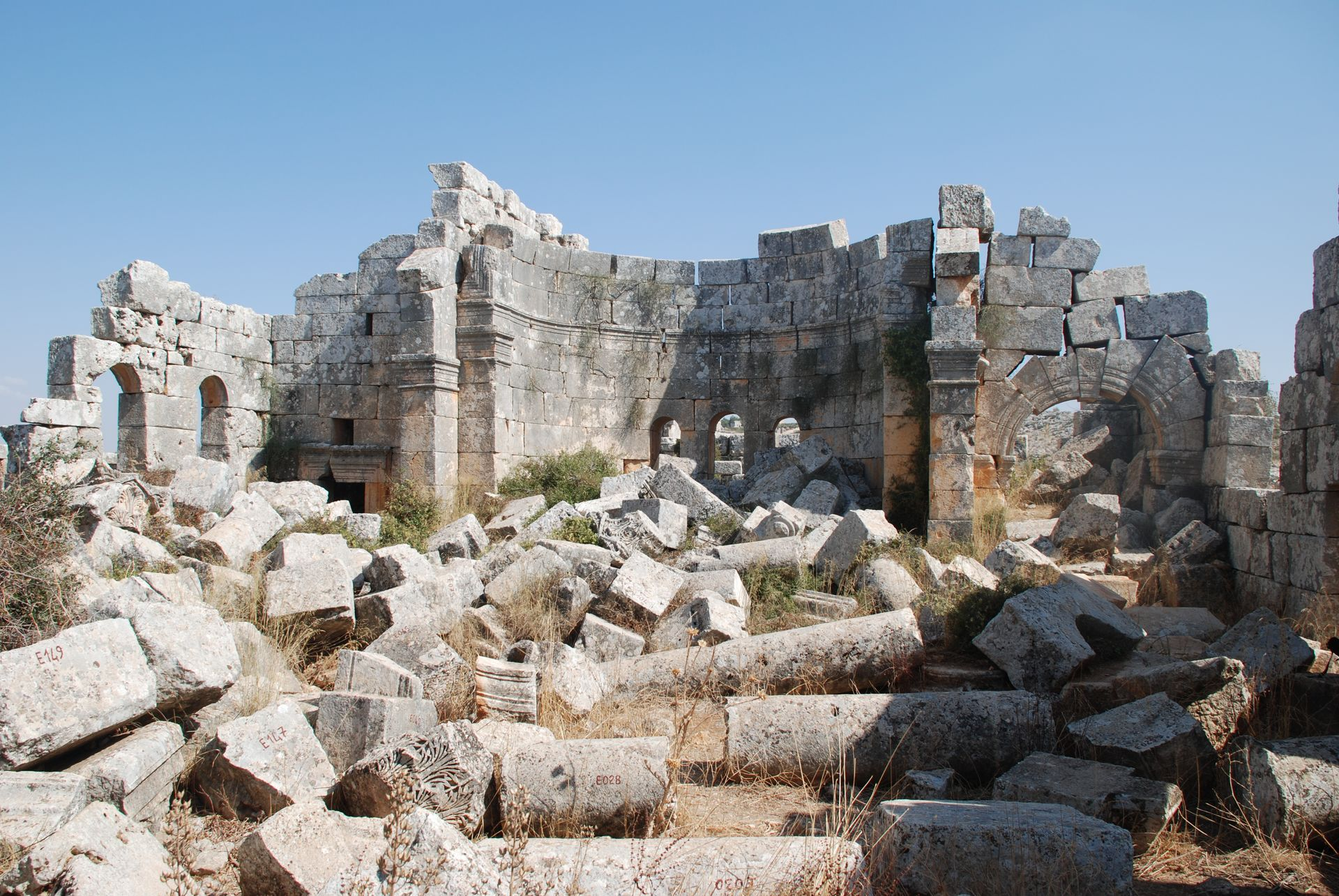
Nordkirche. Dreischiffige Säulenbasilika. Apsis mit zwei rechteckigen Nebenräumen im Osten. Die Apsis ist von außen hinter der geradlinigen Wand nicht zu sehen

Deir Seman liegt im Gouvernement Aleppo, etwa 34 Kilometer nordwestlich von Aleppo an der Straße über Dar Taizzah nach Afrin. Die Ruinen der ehemaligen Stadt erstrecken sich über eine verkarstete Ebene am Rand des Dschebel Halaqa, einem Teil des nordsyrischen Kalksteinmassivs direkt unterhalb des Hügels, auf dem das Simeonskloster liegt.  Knapp drei Kilometer südwestlich sind Reste des einst wohlhabenden Handelsortes Refade erhalten. Im Unterschied zu den kargen Hügeln der Umgebung mit einer nur geringen Bodenschicht ist auf einigen Feldern in Ortsnähe Getreideanbau möglich. Daneben halten die Bewohner der wenigen neuzeitlichen Häuser Schafe und Kühe, die in den Ruinen Schutz suchen. Wie zur antiken Zeit gedeihen Olivenbäume in der gesamten Region.

## Geschichte
Deir Seman war im 4. Jahrhundert eine dörfliche Siedlung, deren Haupteinnahmequelle der Anbau von Oliven war. Der Ort lag an der römischen Straße, die von Kyrrhos im Norden nach Süden führte. Eine Straße zweigte in der Nähe westwärts nach Antiochia ab.
Mönchtum ist in Syrien seit Anfang des 4. Jahrhunderts nachgewiesen, in Deir Seman gab es spätestens seit Anfang des 5. Jahrhunderts ein Kloster. Ein strenger Asket, der später als Symeon Stylites der Ältere berühmt wurde, trat um 402 in das Kloster von Teleda (Tell 'Āde) im Dschebel Siman ein, wechselte nach 10 Jahren in das zu dieser Zeit einzige Kloster von Deir Seman und verbrachte dort ab 412 drei Jahre. Wegen seiner zu strengen asketischen Praktiken musste er das Kloster verlassen, weshalb er sich auf den nächstgelegenen Hügel begab und von nun an die letzten 37 Jahre seines Lebens auf einer Säule verbrachte. Zu ihren Lebzeiten als Heilige verehrte fromme Männer, deren Reliquien postum aufbewahrt wurden, gab es schon zuvor, keiner erreichte jedoch eine so große Wirkung unter den Zeitgenossen und während der folgenden Jahrhunderte. Symeon zog Pilgerscharen an, denen er Recht sprach, sie von Krankheiten heilte oder Naturkatastrophen voraussagte und sie schließlich missionierte. Um 476 wurde um seine Säule herum mit dem Bau einer großen Wallfahrtsstätte begonnen, deren architektonisches Vorbild die gerade fertiggestellte Basilika von Qalb Loze war.
Besonders in der Antiochene, der zu Antiochia gehörenden, nördlichen Verwaltungsregion des Kalksteinmassivs folgten unzählige Nachahmer dem Vorbild Symeons, wurden zu Styliten und ließen am Ort ihrer Askese eine Wallfahrtsstätte entstehen. Für den so gewachsenen Pilgertourismus, der seinen Höhepunkt in der Region vom 5. bis zum 7. Jahrhundert hatte, musste an den jeweiligen Orten eine entsprechende Infrastruktur geschaffen werden.
Im Zentrum der Verehrung blieb weiterhin Symeon. Das Dorf Deir Seman am Fuß des Qal'at Sim'an wuchs bis Ende des 5. Jahrhunderts zu einer der drei einzigen Städte innerhalb des Kalksteinmassivs neben Brad, dem antiken Kaprobarada auf dem Dschebel Siman, und Al-Bara (Kapropera) im Süden. Ab dieser Zeit gab es drei Klöster im Ort und zwei große, zwischen 470 und 480 entstandene Pilgerherbergen, wobei die Klöster selbst ebenfalls Pilgern Unterkunft boten. Entlang der Hauptstraße wurden Souvenirs verkauft, darunter Tonfläschchen (Ampullae) mit heiligem Wasser oder Öl.
Die christlichen Städte und Dörfer des Berglandes wurden mit der arabischen Eroberung in der ersten Hälfte des 7. Jahrhunderts nicht zerstört. Erst im Lauf der folgenden Jahrhunderte wanderten die Bewohner allmählich ab. Im 9. Jahrhundert gelangte die Region wieder in den Machtbereich der Byzantiner, der Wallfahrtsort Qal'at Sim'an wurde zur Festung ausgebaut und erhielt damit seinen Namen (Qal'at heißt „Burg“). Anfang des 11. Jahrhunderts wurden sie von den Fatimiden verdrängt. Bis ins Mittelalter blieb Deir Seman ein Wallfahrtsort. Eine Neubesiedlung erfolgte vermutlich erst um 1900 durch sich niederlassende Nomadenfamilien.

## Stadtbild

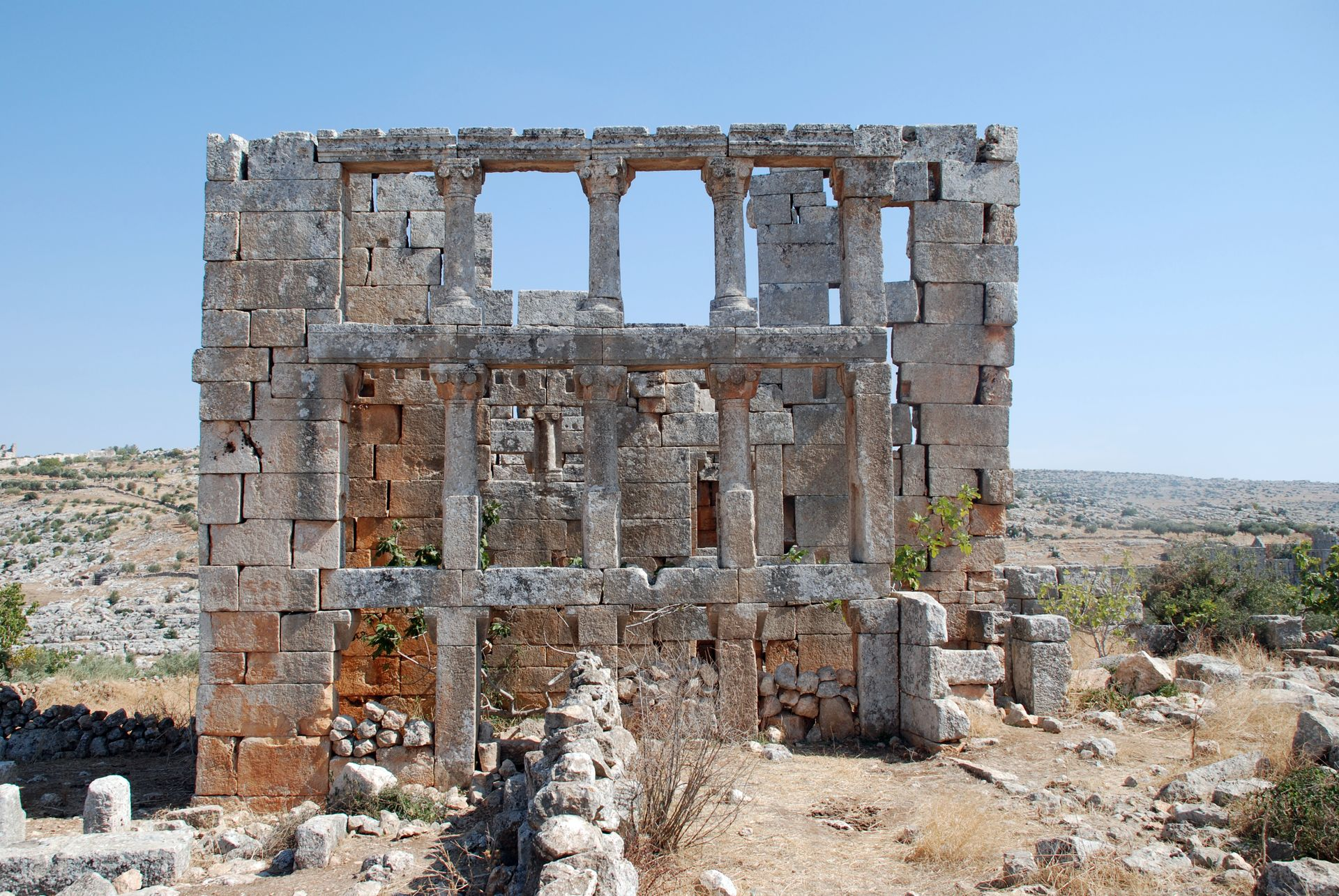
Dreigeschossige Residenz

Während seiner Zeit als Versorgungszentrum für die Pilger wuchs Deir Seman durch Zuwanderer bis zu einem Durchmesser von einem Kilometer. Die meisten Pilger wurden im Ort untergebracht, im Wallfahrtszentrum auf dem Hügel gab es nur im Bereich des Baptisteriums am südlichen Zugang ein Gästehaus. Die drei großen Klosterkomplexe lagen im Nordwesten, Südwesten und Südosten der Stadt. Das nordwestliche Kloster wurde vermutlich an der Stelle des einfachen früheren Klosters, in den sich Symeon aufgehalten hatte errichtet. Zu den Anlagen gehörten jeweils eine Basilika und eine Pilgerherberge (Pandocheion). Das südöstliche Kloster vom Ende des 6. Jahrhunderts ist am besten erhalten. Die beiden zweigeschossigen Gemeinschaftsgebäude besaßen Portiken vor den Fassaden, davon getrennt war ein Bau für die Mönchswohnungen, während die kleine Kirche in einem Anbau untergebracht war. Die Kirchen der beiden anderen, früher entstandenen Klöster waren große, getrennt stehende Bauwerke. Die Pilgerherbergen waren ebenso wie die übrigen Wohngebäude zweigeschossig und um verschieden große Höfe angeordnet. Der Wohlstand des Ortes wird auch an einer dreigeschossigen Residenz mit einer Säulenvorhalle deutlich.
Es wird angenommen, dass sich die Pilger versammelten, um gemeinsam zur isoliert stehenden Nordkirche, dem größten Sakralbau der Stadt, dann durch den (erhaltenen) Triumphbogen am östlichen Ortsende und weiter auf der Prozessionsstraße (via sacra) zum Qal'at Sim'an hinaufzugehen.